# Dahmetal
Dahmetal is een gemeente in de Duitse deelstaat Brandenburg, en maakt deel uit van de Landkreis Teltow-Fläming.
Dahmetal telt 453 inwoners.
Dahmetal ligt ten noordoosten van het stadje Dahme/Mark, en is genoemd naar het dal van het riviertje de Dahme.
De gemeente omvat 3 Ortsteile, alle drie kleine, afgelegen, per openbaar vervoer beperkt bereikbare dorpjes:
- Görsdorf (248)
- Prensdorf (102)
- Wildau-Wentdorf (120)

Tussen haakjes het aantal inwoners volgens de website van het Amt Dahme/Mark. Peildatum: 31 december 2020.
De gemeente bestaat voornamelijk van de landbouw en, omdat de omgeving fraai is met veel bos, een toenemend wandel- en fietstoerisme.